# Soupisky mužstev na mistrovství světa ve fotbale 2018 (skupina B)
Toto je soupiska mužstev skupiny B na Mistrovství světa ve fotbale 2018, ve které hrála čtyři mužstva: Portugalsko, Španělsko, Maroko a Írán.

## Portugalsko
| Číslo                                       | Jméno                          | Stát / klub                    | Datum narození                 | Foto                                         |
| Brankáři                                    | Brankáři                       | Brankáři                       | Brankáři                       | Brankáři                                     |
| ------------------------------------------- | ------------------------------ | ------------------------------ | ------------------------------ | -------------------------------------------- |
| 1                                           | Rui Patrício                   | Sporting Lisabon (Portugalsko) | 15. února 1988                 | Archivováno 22. 6. 2018 na Wayback Machine.  |
| 12                                          | Anthony Lopes                  | Olympique Lyon (Francie)       | 1. října 1990                  | Archivováno 22. 6. 2018 na Wayback Machine.  |
| 22                                          | Beto                           | Göztepe SK (Turecko)           | 1. května 1982                 | Archivováno 22. 6. 2018 na Wayback Machine.  |
| Obránci                                     |                                |                                |                                |                                              |
| 2                                           | Bruno Alves                    | Glasgow Rangers (Skotsko)      | 27. listopadu 1981             | Archivováno 22. 6. 2018 na Wayback Machine.  |
| 3                                           | Pepe                           | Besiktas Istanbul (Turecko)    | 26. února 1983                 | Archivováno 22. 6. 2018 na Wayback Machine.  |
| 5                                           | Raphaël Guerreiro              | Borussia Dortmund (Německo)    | 22. prosince 1993              | Archivováno 22. 6. 2018 na Wayback Machine.  |
| 6                                           | José Fonte                     | Ta-lien I-fang (Čína)          | 22. prosince 1983              | Archivováno 22. 6. 2018 na Wayback Machine.  |
| 13                                          | Rúben Dias                     | Benfica Lisabon (Portugalsko)  | 14. května 1997                | Archivováno 22. 6. 2018 na Wayback Machine.  |
| 15                                          | Ricardo Pereira                | FC Porto (Portugalsko)         | 6. října 1993                  | Archivováno 27. 11. 2019 na Wayback Machine. |
| 19                                          | Mario Rui                      | SSC Neapol (Itálie)            | 27. května 1991                | Archivováno 22. 6. 2018 na Wayback Machine.  |
| 21                                          | Cédric Soares                  | Southampton FC (Anglie)        | 31. srpna 1991                 | Archivováno 22. 6. 2018 na Wayback Machine.  |
| Záložníci                                   |                                |                                |                                |                                              |
| 4                                           | Manuel Fernandes               | FK Lokomotiv Moskva (Rusko)    | 5. února 1986                  | Archivováno 22. 6. 2018 na Wayback Machine.  |
| 8                                           | João Moutinho                  | AS Monaco FC (Francie)         | 8. září 1986                   | Archivováno 22. 6. 2018 na Wayback Machine.  |
| 10                                          | João Mário                     | West Ham United FC (Anglie)    | 19. ledna 1993                 | Archivováno 22. 6. 2018 na Wayback Machine.  |
| 11                                          | Bernardo Silva                 | Manchester City FC (Anglie)    | 10. srpna 1994                 | Archivováno 22. 6. 2018 na Wayback Machine.  |
| 14                                          | William Carvalho               | Sporting Lisabon (Portugalsko) | 7. dubna 1992                  | Archivováno 22. 6. 2018 na Wayback Machine.  |
| 16                                          | Bruno Fernandes                | Sporting Lisabon (Portugalsko) | 8. září 1994                   | Archivováno 22. 6. 2018 na Wayback Machine.  |
| 23                                          | Adrien Silva                   | Lancaster City FC (Anglie)     | 15. března 1989                | Archivováno 22. 6. 2018 na Wayback Machine.  |
| Útočníci                                    |                                |                                |                                |                                              |
| 7                                           | Cristiano Ronaldo -            | Real Madrid (Španělsko)        | 5. února 1985                  | Archivováno 24. 6. 2018 na Wayback Machine.  |
| 9                                           | André Silva                    | AC Milán (Itálie)              | 6. listopadu 1995              | Archivováno 22. 6. 2018 na Wayback Machine.  |
| 17                                          | Gonçalo Guedes                 | Valencia CF (Španělsko)        | 29. listopadu 1996             | Archivováno 22. 6. 2018 na Wayback Machine.  |
| 18                                          | Gelson Martins                 | Sporting Lisabon (Portugalsko) | 11. května 1995                | Archivováno 22. 6. 2018 na Wayback Machine.  |
| 20                                          | Ricardo Quaresma               | Besiktas Istanbul (Turecko)    | 26. září 1983                  | Archivováno 22. 6. 2018 na Wayback Machine.  |
| Hlavní trenér                               |                                |                                |                                |                                              |
| Fernando Santos 10. října 1954              | Fernando Santos 10. října 1954 | Fernando Santos 10. října 1954 | Fernando Santos 10. října 1954 | Archivováno 22. 6. 2018 na Wayback Machine.  |
| Soupiska na FIFA.com                        |                                |                                |                                |                                              |
| Archivováno 20. 6. 2018 na Wayback Machine. |                                |                                |                                |                                              |

## Španělsko
| Číslo                                       | Jméno                           | Stát / klub                     | Datum narození                  | Foto                                        |
| Brankáři                                    | Brankáři                        | Brankáři                        | Brankáři                        | Brankáři                                    |
| ------------------------------------------- | ------------------------------- | ------------------------------- | ------------------------------- | ------------------------------------------- |
| 1                                           | David de Gea                    | Manchester United FC (Anglie)   | 7. listopadu 1990               | Archivováno 22. 6. 2018 na Wayback Machine. |
| 13                                          | Kepa Arrizabalaga               | Athletic Bilbao (Španělsko)     | 3. října 1994                   | Archivováno 22. 6. 2018 na Wayback Machine. |
| 23                                          | Pepe Reina                      | SSC Neapol (Itálie)             | 31. srpna 1982                  | Archivováno 22. 6. 2018 na Wayback Machine. |
| Obránci                                     |                                 |                                 |                                 |                                             |
| 2                                           | Dani Carvajal                   | Real Madrid (Španělsko)         | 11. ledna 1992                  | Archivováno 22. 6. 2018 na Wayback Machine. |
| 3                                           | Gerard Piqué                    | FC Barcelona (Španělsko)        | 2. února 1987                   | Archivováno 22. 6. 2018 na Wayback Machine. |
| 4                                           | Nacho Fernández                 | Real Madrid (Španělsko)         | 18. ledna 1990                  | Archivováno 22. 6. 2018 na Wayback Machine. |
| 12                                          | Álvaro Odriozola                | Real Sociedad (Španělsko)       | 14. prosince 1995               | Archivováno 22. 6. 2018 na Wayback Machine. |
| 14                                          | César Azpilicueta               | Chelsea FC (Anglie)             | 28. srpna 1989                  | Archivováno 22. 6. 2018 na Wayback Machine. |
| 15                                          | Sergio Ramos -                  | Real Madrid (Španělsko)         | 30. března 1986                 | Archivováno 22. 6. 2018 na Wayback Machine. |
| 16                                          | Nacho Monreal                   | Arsenal FC (Anglie)             | 26. února 1986                  | Archivováno 22. 6. 2018 na Wayback Machine. |
| 18                                          | Jordi Alba                      | FC Barcelona (Španělsko)        | 21. března 1989                 | Archivováno 22. 6. 2018 na Wayback Machine. |
| Záložníci                                   |                                 |                                 |                                 |                                             |
| 5                                           | Sergio Busquets                 | FC Barcelona (Španělsko)        | 16. července 1988               | Archivováno 22. 6. 2018 na Wayback Machine. |
| 6                                           | Andrés Iniesta                  | FC Barcelona (Španělsko)        | 11. května 1984                 | Archivováno 22. 6. 2018 na Wayback Machine. |
| 7                                           | Saúl Ñíguez                     | Atlético Madrid (Španělsko)     | 21. listopadu 1994              | Archivováno 22. 6. 2018 na Wayback Machine. |
| 8                                           | Koke                            | Atlético Madrid (Španělsko)     | 8. ledna 1992                   | Archivováno 22. 6. 2018 na Wayback Machine. |
| 10                                          | Thiago Alcântara                | FC Bayern Mnichov (Německo)     | 11. dubna 1991                  | Archivováno 30. 6. 2019 na Wayback Machine. |
| 20                                          | Marco Asensio                   | Real Madrid (Španělsko)         | 21. ledna 1996                  | Archivováno 22. 6. 2018 na Wayback Machine. |
| 22                                          | Isco                            | Real Madrid (Španělsko)         | 21. dubna 1992                  | Archivováno 22. 6. 2018 na Wayback Machine. |
| Útočníci                                    |                                 |                                 |                                 |                                             |
| 9                                           | Rodrigo Moreno Machado          | Valencia CF (Španělsko)         | 6. března 1991                  | Archivováno 22. 6. 2018 na Wayback Machine. |
| 11                                          | Lucas Vázquez                   | Real Madrid (Španělsko)         | 1. července 1991                | Archivováno 22. 6. 2018 na Wayback Machine. |
| 17                                          | Iago Aspas                      | Celta de Vigo (Španělsko)       | 1. srpna 1987                   | Archivováno 22. 6. 2018 na Wayback Machine. |
| 19                                          | Diego Costa                     | Atlético Madrid (Španělsko)     | 7. října 1988                   | Archivováno 22. 6. 2018 na Wayback Machine. |
| 21                                          | David Silva                     | Manchester City FC (Anglie)     | 8. ledna 1986                   | Archivováno 22. 6. 2018 na Wayback Machine. |
| Hlavní trenér                               |                                 |                                 |                                 |                                             |
| Fernando Hierro 23. března 1968             | Fernando Hierro 23. března 1968 | Fernando Hierro 23. března 1968 | Fernando Hierro 23. března 1968 | Archivováno 22. 6. 2018 na Wayback Machine. |
| Soupiska na FIFA.com                        |                                 |                                 |                                 |                                             |
| Archivováno 20. 6. 2018 na Wayback Machine. |                                 |                                 |                                 |                                             |

## Maroko
| Číslo                                       | Jméno                      | Stát / klub                              | Datum narození             | Foto                                        |
| Brankáři                                    | Brankáři                   | Brankáři                                 | Brankáři                   | Brankáři                                    |
| ------------------------------------------- | -------------------------- | ---------------------------------------- | -------------------------- | ------------------------------------------- |
| 1                                           | Jasín Bunú                 | Girona FC (Španělsko)                    | 5. dubna 1991              | Archivováno 22. 6. 2018 na Wayback Machine. |
| 12                                          | Kaduí Munír                | Numancia (Španělsko)                     | 10. května 1989            | Archivováno 22. 6. 2018 na Wayback Machine. |
| 22                                          | Ahmad Rizá Tadnautí        | Ittihad Tanger (Maroko)                  | 5. dubna 1996              | Archivováno 22. 6. 2018 na Wayback Machine. |
| Obránci                                     |                            |                                          |                            |                                             |
| 2                                           | Achraf Hakimí              | Real Madrid (Španělsko)                  | 4. listopadu 1998          | Archivováno 22. 6. 2018 na Wayback Machine. |
| 3                                           | Hamza Mendyl               | Lille OSC (Francie)                      | 21. října 1997             | Archivováno 22. 6. 2018 na Wayback Machine. |
| 4                                           | Manuel Da Costa            | İstanbul Başakşehir FK (Turecko)         | 6. května 1986             | Archivováno 22. 6. 2018 na Wayback Machine. |
| 5                                           | Mahdí Benatía -            | Juventus FC (Itálie)                     | 17. dubna 1987             | Archivováno 22. 6. 2018 na Wayback Machine. |
| 6                                           | Romain Saïss               | Wolverhampton Wanderers FC (Anglie)      | 26. března 1990            | Archivováno 22. 6. 2018 na Wayback Machine. |
| 17                                          | Nabíl Dirár                | Fenerbahçe SK (Turecko)                  | 25. února 1986             | Archivováno 22. 6. 2018 na Wayback Machine. |
| Záložníci                                   |                            |                                          |                            |                                             |
| 7                                           | Hakím Zijach               | AFC Ajax (Nizozemsko)                    | 19. března 1993            | Archivováno 22. 6. 2018 na Wayback Machine. |
| 8                                           | Karím Ahmádí               | Feyenoord Rotterdam (Nizozemsko)         | 27. ledna 1985             | Archivováno 22. 6. 2018 na Wayback Machine. |
| 10                                          | Júnis Bilhanda             | Galatasaray SK (Turecko)                 | 25. února 1990             | Archivováno 22. 6. 2018 na Wayback Machine. |
| 11                                          | Fajsal Fadr                | Getafe CF (Španělsko)                    | 1. srpna 1988              | Archivováno 22. 6. 2018 na Wayback Machine. |
| 14                                          | Mubárak Busufa             | Al Jazira Club (Spojené arabské emiráty) | 15. srpna 1984             | Archivováno 22. 6. 2018 na Wayback Machine. |
| 15                                          | Júsuf bin Násir            | SM Caen (Francie)                        | 7. července 1996           | Archivováno 22. 6. 2018 na Wayback Machine. |
| 16                                          | Nurdín Amrabat             | CD Leganés (Španělsko)                   | 31. března 1987            | Archivováno 22. 6. 2018 na Wayback Machine. |
| 18                                          | Amín Harít                 | FC Schalke 04 (Německo)                  | 18. června 1997            | Archivováno 22. 6. 2018 na Wayback Machine. |
| 21                                          | Sufján Amrabat             | Feyenoord Rotterdam (Nizozemsko)         | 21. srpna 1996             | Archivováno 22. 6. 2018 na Wayback Machine. |
| 23                                          | Mahdí Carcela-Gonzales     | Standard Lutych (Belgie)                 | 1. července 1989           | Archivováno 22. 6. 2018 na Wayback Machine. |
| Útočníci                                    |                            |                                          |                            |                                             |
| 9                                           | Ajjúb Kaabí                | Berkane (Maroko)                         | 26. června 1993            | Archivováno 22. 6. 2018 na Wayback Machine. |
| 13                                          | Chálid Butaíb              | Malatyaspor (Turecko)                    | 24. února 1987             | Archivováno 22. 6. 2018 na Wayback Machine. |
| 19                                          | Júsuf En-Nesjrí            | Málaga CF (Španělsko)                    | 1. června 1997             | Archivováno 22. 6. 2018 na Wayback Machine. |
| 20                                          | Azíz Buhaddúz              | FC St. Pauli (Německo)                   | 30. března 1987            | Archivováno 22. 6. 2018 na Wayback Machine. |
| Hlavní trenér                               |                            |                                          |                            |                                             |
| Hervé Renard 30. září 1968                  | Hervé Renard 30. září 1968 | Hervé Renard 30. září 1968               | Hervé Renard 30. září 1968 | Archivováno 22. 6. 2018 na Wayback Machine. |
| Soupiska na FIFA.com                        |                            |                                          |                            |                                             |
| Archivováno 20. 6. 2018 na Wayback Machine. |                            |                                          |                            |                                             |

## Írán
| Číslo                                       | Jméno                         | Stát / klub                   | Datum narození                | Foto                                        |
| Brankáři                                    | Brankáři                      | Brankáři                      | Brankáři                      | Brankáři                                    |
| ------------------------------------------- | ----------------------------- | ----------------------------- | ----------------------------- | ------------------------------------------- |
| 1                                           | Alírezá Baíranvánd            | Persepolis FC (Írán)          | 21. září 1992                 | Archivováno 22. 6. 2018 na Wayback Machine. |
| 12                                          | Mohammad Rašíd Mazáherí       | Zob Ahan (Írán)               | 18. května 1989               | Archivováno 22. 6. 2018 na Wayback Machine. |
| 22                                          | Amír Abadzáde                 | CS Marítimo (Portugalsko)     | 26. dubna 1993                | Archivováno 22. 6. 2018 na Wayback Machine. |
| Obránci                                     |                               |                               |                               |                                             |
| 3                                           | Ehsán Hadžsáfí                | Olympiakos Pireus (Řecko)     | 25. února 1990                | Archivováno 22. 6. 2018 na Wayback Machine. |
| 4                                           | Rúzbe Češmí                   | Esteghlal FC (Írán)           | 24. června 1993               | Archivováno 22. 6. 2018 na Wayback Machine. |
| 5                                           | Mílad Mohammadí               | RFK Achmat Groznyj (Rusko)    | 29. září 1993                 | Archivováno 22. 6. 2018 na Wayback Machine. |
| 8                                           | Mortezá Púralígandží          | Al-Sadd SC (Katar)            | 19. dubna 1992                | Archivováno 22. 6. 2018 na Wayback Machine. |
| 13                                          | Mohammad Rezá Chanzáde        | Padideh (Írán)                | 20. ledna 1992                | Archivováno 22. 6. 2018 na Wayback Machine. |
| 15                                          | Pažmán Montazerí              | Esteghlal FC (Írán)           | 6. září 1983                  | Archivováno 22. 6. 2018 na Wayback Machine. |
| 19                                          | Madžíd Hosejní                | Esteghlal FC (Írán)           | 20. června 1996               | Archivováno 22. 6. 2018 na Wayback Machine. |
| 23                                          | Rámín Rezajíán                | KV Oostende (Belgie)          | 21. března 1990               | Archivováno 22. 6. 2018 na Wayback Machine. |
| Záložníci                                   |                               |                               |                               |                                             |
| 2                                           | Mahdí Torabí                  | Sajpa FC (Írán)               | 10. září 1994                 | Archivováno 22. 6. 2018 na Wayback Machine. |
| 6                                           | Sajjed Ezatolahí              | FK Amkar Perm (Rusko)         | 1. října 1996                 | Archivováno 22. 6. 2018 na Wayback Machine. |
| 7                                           | Masúd Šodžáí -                | AEK Atény (Řecko)             | 9. června 1984                | Archivováno 22. 6. 2018 na Wayback Machine. |
| 9                                           | Omíd Ebrahimí                 | Esteghlal FC (Írán)           | 16. září 1987                 | Archivováno 18. 6. 2018 na Wayback Machine. |
| 11                                          | Vahíd Amirí                   | Persepolis FC (Írán)          | 2. dubna 1988                 | Archivováno 22. 6. 2018 na Wayback Machine. |
| Útočníci                                    |                               |                               |                               |                                             |
| 10                                          | Karím Ansárífárd              | Olympiakos Pireus (Řecko)     | 3. dubna 1990                 | Archivováno 22. 6. 2018 na Wayback Machine. |
| 14                                          | Sámán Ghoddos                 | FK Östersunds (Švédsko)       | 6. září 1993                  | Archivováno 22. 6. 2018 na Wayback Machine. |
| 16                                          | Rezá Ghúčanedžhád             | SC Heerenveen (Nizozemsko)    | 20. září 1987                 | Archivováno 22. 6. 2018 na Wayback Machine. |
| 17                                          | Mahdí Taremí                  | Al Gharafa (Katar)            | 18. července 1992             | Archivováno 22. 6. 2018 na Wayback Machine. |
| 18                                          | Alírezá Džahánbachš           | AZ Alkmaar (Nizozemsko)       | 8. října 1993                 | Archivováno 22. 6. 2018 na Wayback Machine. |
| 20                                          | Sardár Azmún                  | FK Rubin Kazaň (Rusko)        | 1. ledna 1995                 | Archivováno 22. 6. 2018 na Wayback Machine. |
| 21                                          | Aškan Dadžagá                 | Nottingham Forest FC (Anglie) | 5. července 1986              | Archivováno 22. 6. 2018 na Wayback Machine. |
| Hlavní trenér                               |                               |                               |                               |                                             |
| Carlos Queiroz 1. března 1953               | Carlos Queiroz 1. března 1953 | Carlos Queiroz 1. března 1953 | Carlos Queiroz 1. března 1953 | Archivováno 22. 6. 2018 na Wayback Machine. |
| Soupiska na FIFA.com                        |                               |                               |                               |                                             |
| Archivováno 20. 6. 2018 na Wayback Machine. |                               |                               |                               |                                             |